# Head to the Sky
| Recensione              | Giudizio |
| ----------------------- | -------- |
| AllMusic                |          |
| Robert Christgau        | B-       |
| Dizionario del Pop-Rock |          |

Head to the Sky è il quarto album registrato in studio degli Earth, Wind & Fire.

## Tracce

### LP
Lato A (AL 32194)
1. Evil – 4:57 (Maurice White, Phillip Bailey)
2. Keep Your Head to the Sky – 5:08 (Maurice White)
3. Build Your Nest – 3:16 (Maurice White, Verdine White)
4. The World's a Masquerade – 4:47 (Skip Scarborough)

Lato B (BL 32194)
1. Clover – 5:21 (Maurice White, Larry Dunn)
2. Zanzibar – 13:01 (Edu Lobo)

## Formazione
- Maurice White – voce, batteria, kalimba
- Verdine White – voce, basso, percussioni
- Phillip Bailey – voce, congas, percussioni
- Larry Dunn – clarinetto, piano, organo
- Ralph Johnson – batteria, percussioni
- Jessica Cleaves – voce
- Al McKay – chitarra, sitar, percussioni
- Andrew Woolfolks – sassofono soprano, flauto
- Johnny Graham – chitarra, percussioni

Note aggiuntive
- Joe Wissert – produttore
- Maurice White – direttore musicale
- Earth, Wind & Fire – arrangiamenti
- Registrazioni effettuate al "Clover Recorders", Hollywood, California
- Robert Appére – ingegnere delle registrazioni, remixaggio
- Mastering effeettuato al "A&M Studios" da Burnie Grundman
- Lee Lawrence – design e foto copertina album
- Kim Canazzi – design floreale copertina album
- Ringraziamenti speciali a: Reggie Andrews, Oscar Brashear e Martin Yarborough[5]

## Classifica
Album
| Anno | Classifica             | Posizione raggiunta |
| ---- | ---------------------- | ------------------- |
| 1973 | Billboard 200          | 27                  |
| 1973 | Top R&B/Hip-Hop Albums | 2                   |

Singoli
| Anno | Titolo del brano          | Classifica        | Posizione raggiunta |
| ---- | ------------------------- | ----------------- | ------------------- |
| 1973 | Evil                      | Billboard Hot 100 | 50                  |
| 1973 | Keep Your Head to the Sky | Billboard Hot 100 | 52                  |